# Cuisine d'Alicante

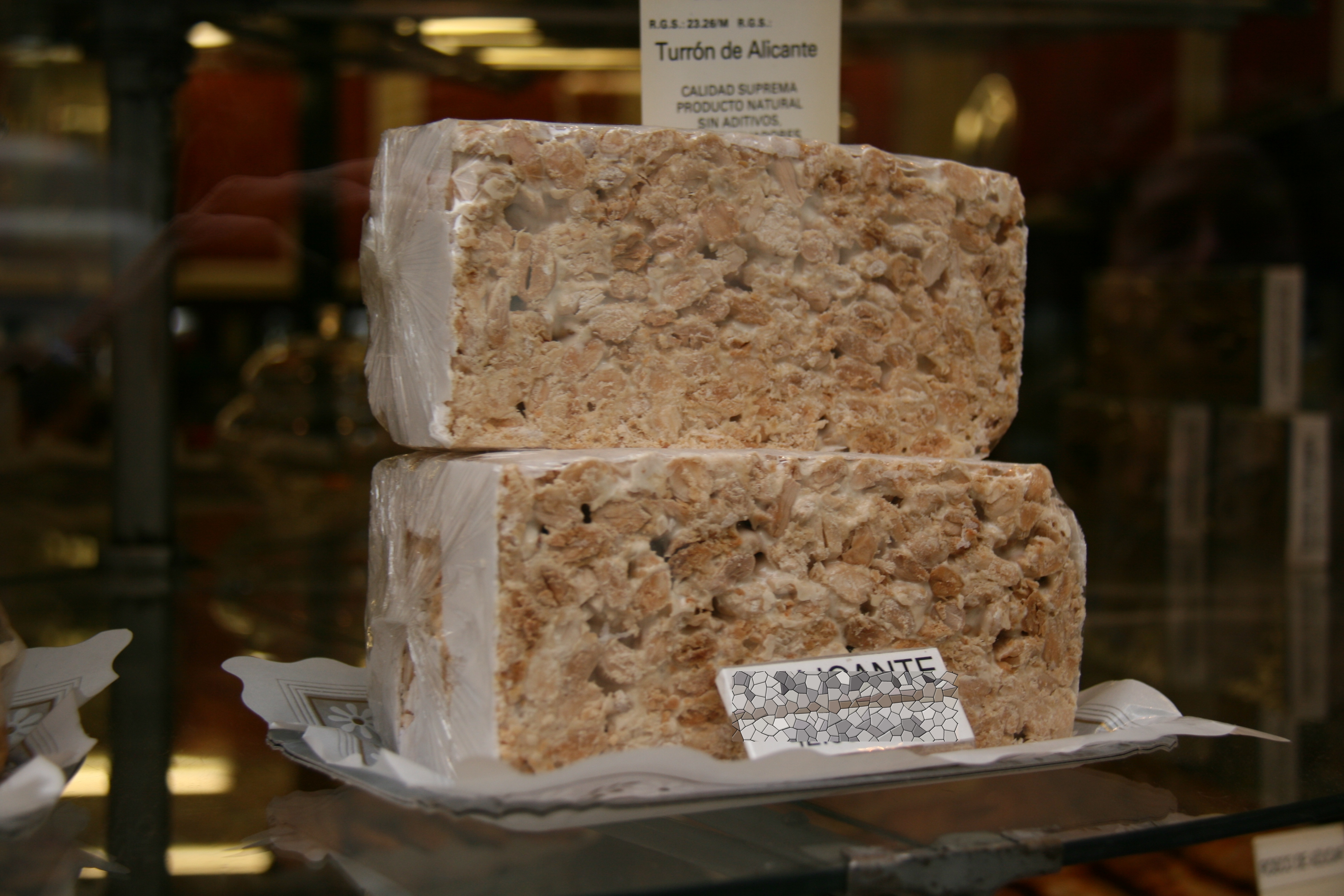
Le touron est l'un des produits de confiserie les plus célèbres de la province.

La gastronomie de la province d'Alicante est l'ensemble des plats et des coutumes culinaires que l'on trouve dans la province valencienne d'Alicante, (Espagne). La province comporte deux zones gastronomiques distinctes : la côte et l'intérieur. Sur la côte, les plats de poissons et de fruits de mer sont plus typiques, tandis que dans les montagnes et à l'intérieur des terres, on trouve des plats plus typiques de ces régions, avec une plus grande influence de la viande et des produits du terroir. Alicante étant un carrefour, elle partage des influences de la cuisine valencienne, murcienne et même de celle de La Manche. En général, on peut dire que les plats à base de riz abondent, avec un large éventail de paellas, et une grande variété de fruits de mer, de ragoûts et de produits du jardin. Alicante dispose également d'une abondance de produits de boulangerie et de confiserie.
Les boissons rafraîchissantes sont très courantes pendant les mois chauds de l'été, et il est facile de trouver des stands vendant de la horchata de souchet avec des fartones, de l'eau d'orge, de l'eau citronnée, etc. Les liqueurs d'anis sont également populaires et font partie de nombreuses festivités d'Alicante. La production et la demande de crème glacée sont importantes. Il convient de mentionner que la production de vin est importante dans la province et qu'elle dispose de sa propre appellation d'origine depuis le milieu du XXe siècle.

## Histoire
Si l'Empire romain a introduit le riz dans les terres d'Alicante (qui faisaient partie de la province Tarraconaise), c'est plus tard, en Al-Andalus, qu'avec l'amélioration des systèmes d'irrigation, le riz est devenu un aliment de base pour les habitants d'Alicante. L'influence des musulmans s'est reflétée dans certaines préparations d'Alicante, comme le touron. La production de vin est importante dans la province et a obtenu sa propre appellation d'origine en 1957. L'arrivée du tourisme en Espagne dans les années 1960 a fait que certains plats d'Alicante ont perdu leur personnalité. Un grand promoteur de la cuisine d'Alicante était le politicien José Guardiola y Ortiz, qui a publié plusieurs livres monographiques sur le sujet.

## Ingrédients
Les trois cuisines des trois provinces valenciennes s'articulent autour de trois préparations : l'all i pebre de anguilas, les gaspachos et les plats de riz cuisinés. Parfois, les repas sont servis sous forme de tapas ou de montaditos. L'un des plus connus à Elche est le delicias, une entrée composée d'une datte farcie d'une amande et enveloppée de lard frit. À Alcoy et dans d'autres villes d'Alicante, on trouve généralement des rondes de tapas, de toasts et de petits sandwichs appelés picaeta alcoiana, composés de préparations portant des noms tels que espardeñes, abisinios, magre i fetge, etc..